# San Vito dei Normanni
San Vito dei Normanni is een gemeente in de Italiaanse provincie Brindisi (regio Apulië) en telt 19.807 inwoners (31-12-2004). De oppervlakte bedraagt 66,4 km², de bevolkingsdichtheid is 298 inwoners per km².
De volgende frazioni maken deel uit van de gemeente: Conforto, Favorita, San Giacomo e San Vito Scalo.
Het dorp is gegroeid rond het kasteel Castello Dentice di Frasso, dat oorspronkelijk een kasteel van de Normandiërs was. Buiten het dorpscentrum, in de berg Jannuzzo, bevindt zich de rotskerk Sint-Blasius. De kerk is gekend om zijn fresco's uit de Byzantijnse periode.

## Demografie
San Vito dei Normanni telt ongeveer 7168 huishoudens. Het aantal inwoners daalde in de periode 1991-2001 met 2,0% volgens cijfers uit de tienjaarlijkse volkstellingen van ISTAT.
| Jaar | Inwoneraantal |
| ---- | ------------- |
| 1991 | 20.483        |
| 2001 | 20.070        |

## Geboren in San Vito dei Normanni
- Lanza del Vasto (1901-1981), filosoof, poëet, artiest, en geweldloos activist

## Geografie
De gemeente ligt op ongeveer 110 meter boven zeeniveau.
San Vito dei Normanni grenst aan de volgende gemeenten: Brindisi, Carovigno, Latiano, Mesagne, Francavilla Fontana, Ostuni, San Michele Salentino.

## Afbeeldingen

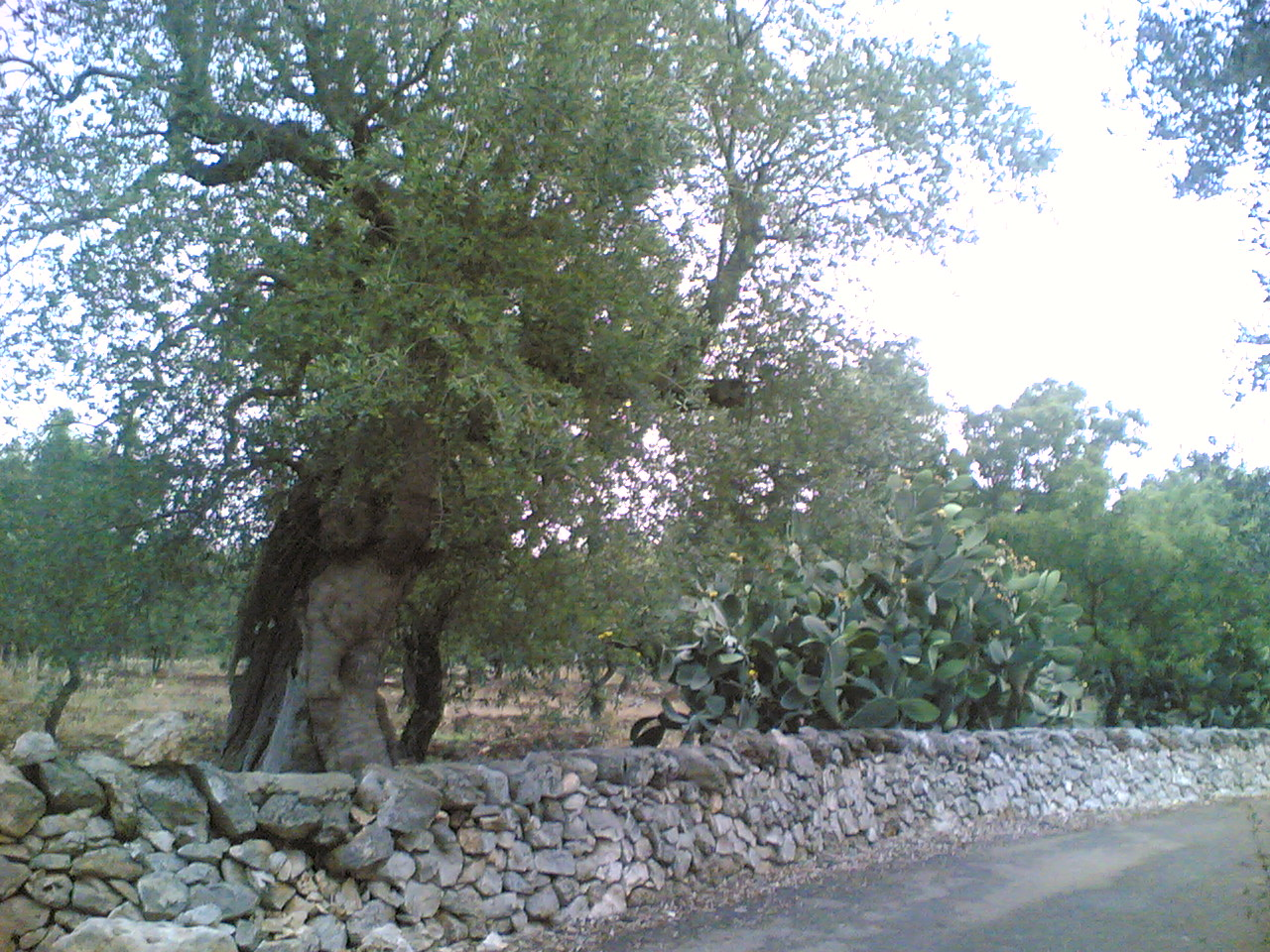
Contrada Ammazzaciucci

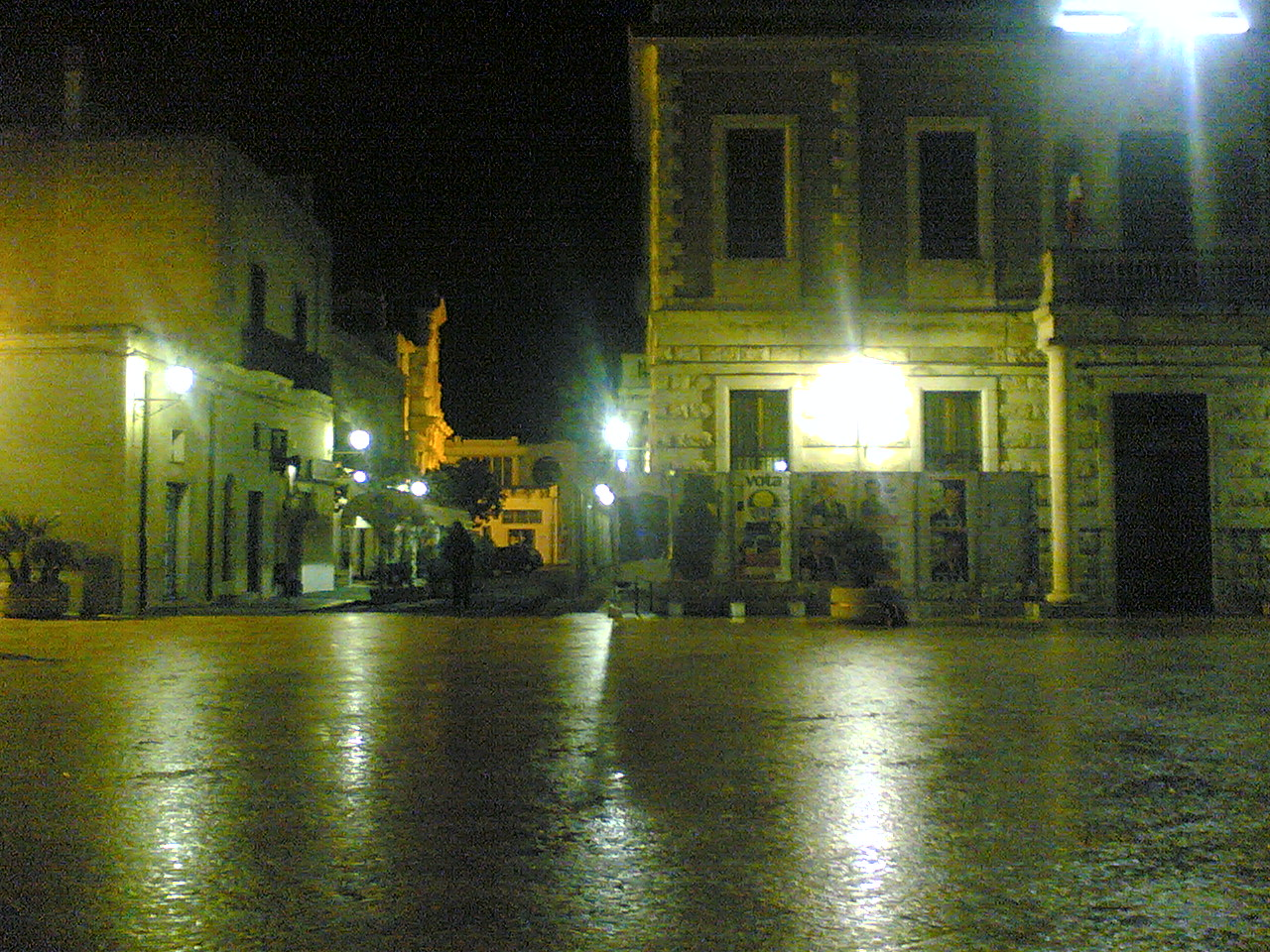
Straatbeeld